# Stone Johnson
Stone Johnson (Dallas, 26 aprile 1940 – Wichita, 8 settembre 1963) è stato un velocista e giocatore di football americano statunitense.

## Biografia
Nel 1960 vinse i Trials di qualificazione ai Giochi olimpici nei 200 metri facendo segnare il tempo di 20"5, nuovo record mondiale. Tuttavia, nella rassegna olimpica deluse le attese non riuscendo ad andare oltre il quinto posto. Cercò di rifarsi con la staffetta 4×100 m ma il quartetto statunitense fu squalificato al termine della finale, dopo aver tagliato per primo il traguardo, a causa di un cambio irregolare.
Nel 1963 fu ingaggiato dai Kansas City Chiefs della National Football League, ma in un incontro di pre-sesason contro gli Houston Oilers subì un gravissimo infortunio con la rottura di una vertebra cervicale per le cui conseguenze morì 10 giorni dopo. Pur non avendo mai esordito in campionato, i Chiefs decisero di ritirare la sua maglia numero 33.

## Palmarès
| Anno | Manifestazione  | Sede | Evento      | Risultato | Prestazione | Note  |
| ---- | --------------- | ---- | ----------- | --------- | ----------- | ----- |
| 1960 | Giochi olimpici | Roma | 200 m piani | 5º        | 20"8        | [ 3 ] |
| 1960 | Giochi olimpici | Roma | 4×100 m     | Finale    | dq          | [ 4 ] |